# Campeonato Africano de Atletismo de 2010 - Arremesso de peso feminino
A prova do arremesso de peso feminino do Campeonato Africano de Atletismo de 2010 foi disputada no dia 1 de agosto de 2010 em Nairóbi, no Quênia. 

## Recordes
Antes desta competição, os recordes mundiais e do campeonato nesta prova eram os seguintes:
|                       | Nome               | Nacionalidade   | Distância | Local  | Data                 |
| --------------------- | ------------------ | --------------- | --------- | ------ | -------------------- |
| Recorde mundial       | Natalya Lisovskaya | União Soviética | 22m 63cm  | Moscou | 7 de junho de 1987   |
| Recorde do campeonato | Vivian Chukwuemeka | Nigéria         | 17m 60cm  | Radès  | 10 de agosto de 2002 |
| Recorde africano      | Vivian Chukwuemeka | Nigéria         | 18m 43cm  | Walnut | 19 de abril de 2003  |

## Medalhistas
| Ouro                | Prata                 | Bronze                   |
| Mirian Ibekwe (NGR) | Priscilla Isiao (KEN) | Doris Ratsimbazafy (MAD) |

## Cronograma
Todos os horários são locais (UTC+3).
| Data        | Hora  | Evento |
| ----------- | ----- | ------ |
| 1 de agosto | 14:40 | Final  |

## Resultado final
| Posição           | Atleta             | Nacionalidade | #1    | #2    | #3    | #4    | #5    | #6    | Resultados | Notas                |
| ----------------- | ------------------ | ------------- | ----- | ----- | ----- | ----- | ----- | ----- | ---------- | -------------------- |
| Medalha de ouro   | Mirian Ibekwe      | Nigéria       | 13.24 | 13.67 | 13.23 | X     | 13.35 | 13.29 | 13.67      |                      |
| Medalha de prata  | Priscilla Isiao    | Quênia        | 12.75 | 13.62 | 12.24 | X     | 12.50 | 13.29 | 13.62      | Recorde da temporada |
| Medalha de bronze | Doris Ratsimbazafy | Madagáscar    | 13.42 | 12.79 | 13.56 | 12.75 | X     | X     | 13.56      |                      |
| 4                 | Jackline Nyongesa  | Quênia        | 10.78 | 11.27 | 11.94 | 12.15 | 12.23 | 12.05 | 12.23      | Recorde da temporada |
| 5                 | Linda Ngendo Oseso | Quênia        | 12.03 | 11.45 | 11.85 | 11.87 | 10.96 | X     | 12.03      |                      |
| 6                 | Zouina Bouzebra    | Argélia       | 11.67 | 11.53 | X     | X     | 11.58 | X     | 11.67      |                      |
| 7                 | Roman Abera        | Etiópia       | 10.19 | 10.79 | 10.29 | 11.52 | 11.09 | X     | 11.52      |                      |
| 8                 | Zewdnesh Beshah    | Etiópia       | 9.98  | 10.48 | 9.56  | 10.12 | 10.31 | 9.86  | 10.48      |                      |

Legenda
| Recorde mundial       | Recorde mundial (World record)               |                       | Recorde africano                      | Recorde africano (African) |                                           | Q | Classificado por posição (Qualified) |
| Recorde do campeonato | Recorde do campeonato (Championship record)  | Recorde da América    | Recorde da América (Americas)         | q                          | Classificado por melhor tempo (Qualified) |   |                                      |
| Melhor marca do ano   | Melhor marca do ano (World leading)          | Recorde asiático      | Recorde asiático (Asian)              | DNS                        | Não largou (Did not start)                |   |                                      |
| Recorde nacional      | Recorde nacional (National record)           | Recorde europeu       | Recorde europeu (European)            | DNF                        | Não terminou (Did not finish)             |   |                                      |
| Recorde pessoal       | Recorde pessoal do atleta (Personal best)    | Recorde da Oceania    | Recorde da Oceania (Oceania)          | DSQ / DQ                   | Desclassificado (Disqualified)            |   |                                      |
| Recorde da temporada  | Recorde da temporada do atleta (Season best) | Recorde sul-americano | Recorde sul-americano (South America) | NM                         | Sem marca (No mark)                       |   |                                      |